# 1000 Narben
«1000 Narben» (en español, "1000 Cicatrices") es lanzado como segundo sencillo del álbum Schock de la banda alemana Eisbrecher. Su fecha de publicación fue el 9 de enero de 2015.

## Lista de canciones
1. "1000 Narben" - [3:55]
2. "Zwischen Uns" - [3:38]